# دنا (روستا)
روستای دنا مربوط به دوره ساسانیان است و در شهرستان دنا، روستای خونگاه واقع شده و این اثر در تاریخ ۱۹ دی ۱۳۵۶ با شمارهٔ ثبت ۱۵۷۴ به‌عنوان یکی از آثار ملی ایران به ثبت رسیده است.